# 펜타데케인
펜타데케인(pentadecane) 또는 펜타데칸은 분자식 C15H32, 축약구조식(Condensed structural fomula) CH3(CH2)13CH3을 갖는 알케인이다.